# فرزندان سانچز (فیلم)
فرزندان سانچز (انگلیسی: The Children of Sanchez) فیلمی در ژانر درام به کارگردانی هال بارتلت است که در سال ۱۹۷۸ منتشر شد. از بازیگران آن می‌توان به آنتونی کوئین، کتی هورادو، کارمن مونتخو و دولورس دل ریو اشاره کرد.